# Edison Chen-sexskandalen
Edison Chen sexskandalen er en skandale der startede i januar 2008 og involverede fotos af skuespilleren Edison Chen Kwoon-hei fra Hong Kong og forskellige skuespillerinder, blandt andet Gillian Chung Yan-tung, Bobo Chan Man-woon og Cecilia Cheung Pak-zhi.
I november 2006 købte Chen en lyserød PowerBook fra eLite Multimedia, der er en computerbutik i Hong Kongs Central district. Ifølge politiet blev Chens computer afleveret til reparation i butikken og ca. 1.300 intime fotografier af Chen og flere berømte kvindelige  skuespiller blev kopieret af en af butikkens ansatte uden at Chen vidste noget om det. Chen's billederne var blev taget i perioden fra 2003 til 2005.
Det første billeder der kom ud var et nøgenbillede af Chen og en kvinde (formentligt Gillian Chung) der dyrkede sex. Det blev uploaded til Hong Kong Discuss Forum ca. 8:30 p.m. den 27. januar 2008.  Selvom det første billede blev slettet efter nogle timer havde nogle kopieret det til andre internetsider i Hong Kong.
De følgende dage fulgte flere og flere billeder. I Kina er pornografi forbudt og der er censur på internettet. Politiet forsøgte at stoppe udbredelsen ved at foretage anholdelser og censurere sider på internettet men uden held.
Den 21. februar indrømmede Chen, at han havde taget de fleste af billederne men ikke havde givet tilladelse til at kopiere dem. Han undskyldte også overfor de kvindelige skuespiller han havde taget billeder af og sagde at han vil holde sig væk fra Hong Kongs underholdningsindustri på ubestemt tid.